# Gevangenis van Fleury-Mérogis

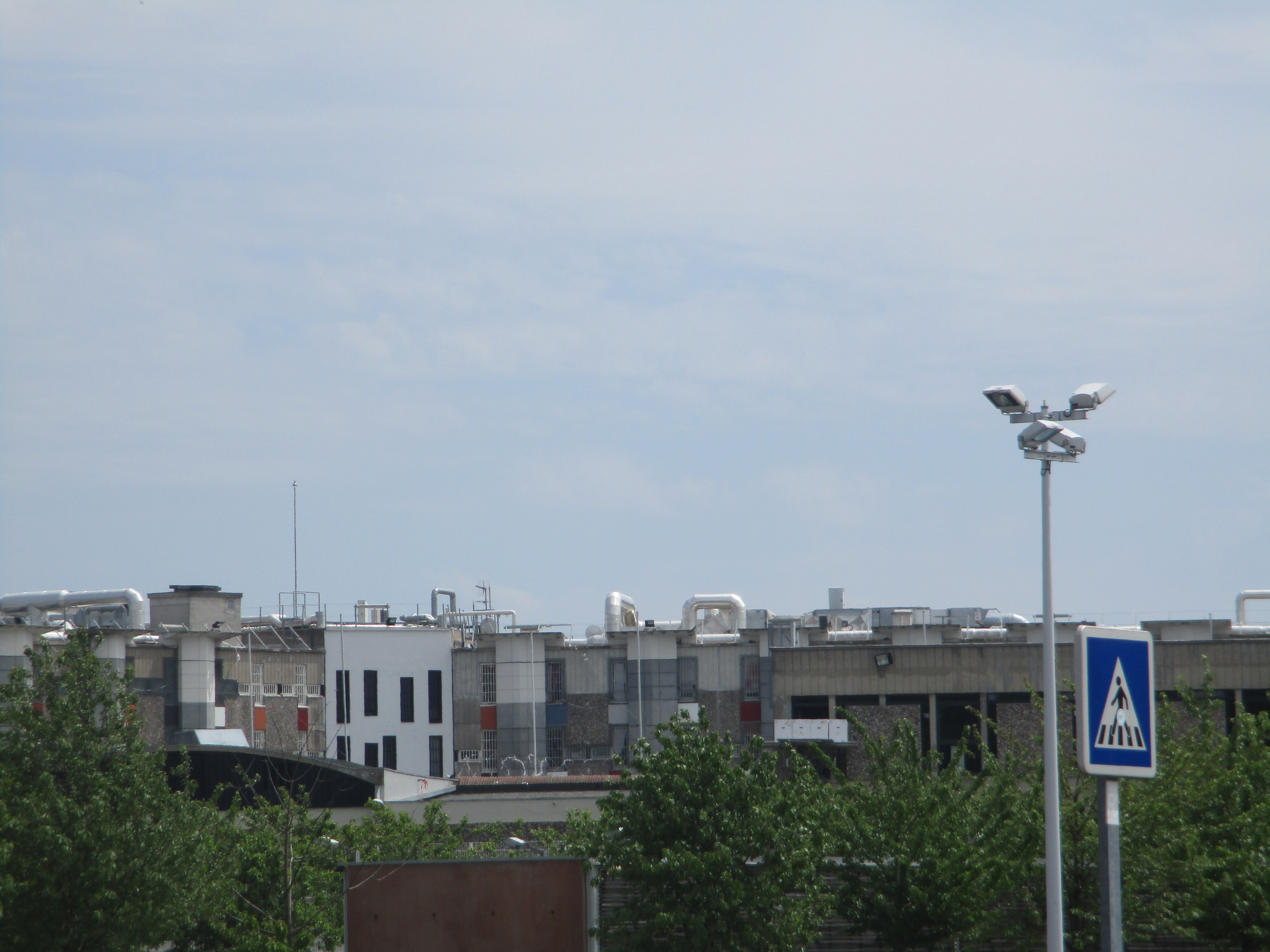
Maison d'arrêt de Fleury-Mérogis

De gevangenis van Fleury-Mérogis (Frans: Maison d'arrêt de Fleury-Mérogis) is een gevangenis in de Franse gemeente Fleury-Mérogis. Met 3800 gevangenen is het de grootste gevangenis van Europa.
De gevangenis wordt beheerd door het Franse Ministerie van Justitie.
Het complex werd gebouwd tussen 1964 en 1968. Het is voornamelijk vervaardigd uit gewapend beton. De architecten zijn: Guillaume Gillet, Pierre Vagne, Jacques Durand en René Bœuf. Het terrein is 180 ha groot en omvat een grote mannengevangenis, een kleinere vrouwengevangenis, een jeugdgevangenis en een Gendarmeriekazerne.
Het hoofdgebouw bestaat uit een veelhoekig centrum waaraan vijf blokken zijn gebouwd. Ieder blok heeft een capaciteit van 900 gevangenen en bestaat weer uit drie vleugels van vier verdiepingen met cellen.
Fleury-Mérogis is een van de drie belangrijkste gevangenissen van Parijs. De andere twee zijn de gevangenis van Fresnes (de op een na grootste gevangenis van Europa) en de La Santé gevangenis in het centrum van Parijs.

## Bekende gevangenen in Fleury-Mérogis
- Jacques Mesrine, een van Frankrijks meest beruchte misdadigers
- Joëlle Aubron and Georges Cipriani, leden van de links-radicale gewapende beweging Action Directe
- Thierry Paulin, Franse seriemoordenaar uit de jaren 1980
- Christine Deviers-Joncour, hoofdrolspeler in het Elf-fraudeschandaal in 1994
- Sinik, Frans rapper (viermaal veroordeeld)
- Chérif Kouachi en Djamel Beghal, daders van de aanslag op Charlie Hebdo
- Amedy Coulibaly, aanslagpleger in de nasleep van de aanslag op Charlie Hebdo
- Salah Abdeslam, in verband gebracht met de Aanslagen in Parijs van november 2015 en de Aanslagen in Brussel op 22 maart 2016[3]